# Diálogos de paz entre el gobierno de Álvaro Uribe y el Ejército de Liberación Nacional
Los Diálogos de paz entre el gobierno de Álvaro Uribe y el Ejército de Liberación Nacional se refiere a una serie de conversaciones y negociaciones entre el gobierno del expresidente colombiano, Álvaro Uribe Vélez y la guerrilla del Ejército de Liberación Nacional (ELN) desde la elección de Uribe como presidente de Colombia en el 2002 hasta el 7 de agosto de 2010

## Antecedentes
El ELN estuvo negociando con el gobierno del expresidente Andrés Pastrana (1998-2002). Sin embargo, el ELN cometió numerosas acciones bélicas como la Masacre de Machuca, el Secuestro de la ciénaga de El Torno, el Secuestro en la Iglesia La María y el Secuestro del avión Fokker de Avianca. El accionar de los paramilitares de las Autodefensas Unidas de Colombia golpeó al ELN en zonas donde tradicionalmente tenía presencia. El ELN culpó en varias ocasiones al gobierno de haber sido negligentes frente al fenómeno del paramilitarismo en Colombia.

## Acercamientos
El 4 de septiembre de 2002, el ELN emitió un comunicado en el que dice estar "dispuesto a seguir en la búsqueda de un proceso de paz duradero", y critica las medidas tomadas por el gobierno de Álvaro Uribe como la conmoción interior, los impuestos para la guerra, y la militarización de la sociedad.
El 30 de septiembre de 2002, el comandante guerrillero del ELN, alias "Ramiro Vargas" confirma que ha habido algunos "contactos exploratorios" con el gobierno del entonces Presidente Álvaro Uribe para analizar las posibilidades de una diálogo de paz. El 26 de noviembre del mismo año, el Alto Comisionado de Paz Luis Carlos Restrepo se reúne en Itagüí con los voceros del ELN, alias "Francisco Galán" y "Felipe Torres" para buscar una salida negociada al conflicto.

## Negociaciones en Cuba
Durante el primer período presidencial de Uribe, se pusieron en marcha esfuerzos para iniciar un proceso de paz con el ELN, inicialmente en Cuba, entre agosto y diciembre de 2002.

### Propuesta de pago al ELN para no secuestrar.
El expresidente Álvaro Uribe planteó la posibilidad de pagarle al ELN a cambio de no secuestrar; sin embargo nunca se llevó a cabo la propuesta.

## Facilitación mexicana
La facilitación mexicana, se dio entre junio de 2004 y abril de 2005. Tras una visita del expresidente Uribe a México en mayo de 2004, se acordó la facilitación con el gobierno del presidente Vicente Fox. El gobierno colombiano pidió al ELN que aceptaran un cese de hostilidades previo al inicio de los diálogos.

## Francisco Galán
El 4 de junio de 2004, el Gobierno Nacional autorizó a alias "Francisco Galán" para salir de la cárcel de Itagüí y participar en Bogotá en el "Foro Internacional sobre Minas Antipersonales y Acuerdos Humanitarios". En el Foro, Galán mostró su interés en empezar un diálogo con el gobierno de Uribe en temas como el "Acuerdo Humanitario", con un "cese de fuego bilateral", desminar zonas afectadas por minas antipersona y liberación de guerrilleros presos del ELN. En ese entonces la guerrilla tenía más iniciativa para llegar a un acuerdo, esto visto en sus publicaciones. Como muestra de avance de las negociacines, desde finales de 2004 el ELN ha empezado a desminar el tramo de la carretera Mico Ahumado-La Guásima.

## Propuesta de negociación formal
El 26 de octubre de 2006, el ELN anunció su intención de iniciar formalmente un proceso de negociación. María Emma Mejía, que hacía parte de la comisión de acompañamiento al proceso, dijo estar "satisfecha con la decisión anunciada". Sin embargo, el ELN no especificó una fecha para el inicio formal de las negociaciones, además de otros puntos sensibles a tocar, como los secuestrados en poder del ELN y las zonas que ha minado la guerrilla. En este año el Gobierno Nacional y el ELN crearon un mecanismo alterno y complementario a la mesa para tratar asuntos que permitan la confianza entre las partes y solucionar dificultades que pudieran surgir.

## Negociaciones en Caracas (2007)
El 15 de noviembre de 2007, el presidente Chávez intercedió en una reunión entre el Segundo jefe del ELN, alias "Antonio García" y el alto comisionado para la paz colombiano, Luis Carlos Restrepo. Chávez también anunció que había hablado con el jefe máximo del ELN, alias "Gabino", pero no ofreció detalles sobre lo conversado. La finalidad de la reunión era destrabar los contactos entre el gobierno colombiano y el ELN, suspendidos desde diciembre de 2005 en La Habana, Cuba.

## Fin de diálogos
Después de un fallido proceso de acercamiento de 26 meses con el gobierno del expresidente Álvaro Uribe, el ELN regresó a la confrontación militar y a la ofensiva política, pero golpeado militar y políticamente por el fortalecimiento militar del gobierno por lo que sus fuerzas se redujeron a aproximadamente 2500 guerrilleros en armas en 2008. según organismos de inteligencia colombiana, el ELN se asoció en los departamentos de Cauca y Nariño con bandas de narcotraficantes, relacionadas, a su vez, con grupos paramilitares de derecha.
El 17 de diciembre de 2008, el director de la Policía Nacional Óscar Naranjo auguró un mal año para el ELN en el 2009, mientras se anunció una ofensiva contra dicha guerrilla a la que el gobierno no ha podido capturar ningún cabecilla.

## Alianzas por conveniencia
El 19 de enero de 2009, la revista Semana de Colombia, publicó unas grabaciones telefónicas interceptadas por la Fiscalía General de la Nación entre altos mandos militares en el departamento del Arauca sosteniendo conversaciones con mandos medios guerrilleros de la columna "Marta Elena Barón", del Frente "Domingo Laín" del ELN, a finales de 2006. En las conversaciones guerrilleros y altos mandos militares acordaron intercambiar información para atacar a la guerrilla de las FARC-EP. La zona fue disputada tanto por las FARC-EP como el ELN, para desarrollar sus actividades ilegales e influencia. Las revelaciones generaron un escándalo dentro del Ejército Nacional.